# Гура Євген Сильвестрович
Гура Євген Сильвестрович (Богдан, Славко, Соловій; агентурні псевда Бронек, Владко, Промінь; 23 серпня 1924, с. Гатківка Сокальського р-ну Львівської обл. — ?) — лицар Срібного хреста бойової заслуги УПА 2 класу.

## Життєпис
Народився у сім'ї селян. Закінчив сім класів народної школи (1937). Член ОУН з 1939 р. Учасник похідних груп ОУН (літо-осінь 1941), діяв на Житомирщині. Станичний с. Гатовичі (осінь 1941 — осінь 1942). З кінця 1942 р. — вояк підрозділу поліції «Шуцманшафт» у Володимирі-Волинському, звідки у 1943 р. дезертирував. Заарештований гестапо, в'язень тюрем у Грубешові, Володимир-Волинському та Луцьку (1943). Після звільнення у 1943 р. — інформатор СБ с. Гатовичі, стрілець боївки СБ Сокальського районного проводу ОУН (1944—1945), співробітник господарчої референтури 2-го району надрайону «Лиман» ІІІ округи ОУН на Закерзонні (1945—1947). У 1947—1950 рр. діяв у групі Леоніда Лапінського — «Зенона» на території українських земель у складі Польщі, де був завербований поляками як агент «Бронек». У червні 1950 р. разом із Іваном Смаржем — «Помстою», в якості кур'єрів доставили пошту з Польщі в Україну, а восени того ж року скеровані за кордон — до Проводу ЗЧ ОУН, куди щасливо добралися у жовтні 1950 р. Закінчив англійську розвідувальну школу (05.1951). Як учасник кур'єрської групи Проводу ЗЧ ОУН під керівництвом Мирона Матвієйка — «Усміха» 15.05.1951 р. десантувався в Україні, в околиці с. Бишки Козівського р-ну Тернопільської обл., видавши товаришів спецгрупі МДБ після приземлення. Подальша доля не встановлена. Відзначений Срібним хрестом бойової заслуги УПА 2 класу (28.07.1950).